# Hermann Grothe (Gewerkschafter)
Hermann Grothe (* 25. November 1860 in Halle an der Saale; † 1. Dezember 1940 in Erlangen) war ein deutscher Postbeamter und Gewerkschaftler. Er war eine bedeutende Persönlichkeit der deutschen Gewerkschaftsbewegung sowie des genossenschaftlichen Bauwesens im Rheinland.
Der Postbeamte Grothe war eine Schlüsselfigur bei der Gründung von Gewerkschaften im Bereich der Deutschen Post. 1887 gründete er einen geselligen Verein der Postassistenten mit dem Namen „Für uns“ an seinem Arbeitsort Magdeburg. Aufgrund seiner Bemühungen zur Verbesserung der Arbeitsbedingungen der Postbeamten wurde Grothe in der Folge mehrmals strafversetzt. Er setzte sein gewerkschaftliches Engagement jedoch fort und war eine treibende Kraft bei der Gründung des Verbandes Deutscher Post-Assistenten am 6. Juni 1890 in Berlin. Der Verband Deutscher Postassistenten war die erste Gewerkschaft von Postbediensteten. Aus ihr entwickelten sich später der Deutsche Postverband (DPV) und die heutige Nachfolgegewerkschaft des DPV, die Kommunikationsgewerkschaft DPV (DPVKOM).
Außerdem gründete Grothe die Beamten-Wohnungsvereine in Ruhrort (1903) und Duisburg (1905), die Anlage der Siedlungen Wedau (1913) und Bissingheim war maßgeblich sein Werk. „Er war ein großer Sohn Duisburgs, er kämpfte fast 40 Jahre erfolgreich gegen die Wohnungsnot in unserer Stadt“, wurde er in einer Publikation von 1963 gewürdigt.
1935 wurde er zum Ehrenmitglied des Institutes für Genossenschaftswesen an der Universität Frankfurt ernannt, 1936 erhielt er die Ehrenbürgerwürde der RWTH Aachen. Noch heute erinnert in Duisburg ein Straßenname an ihn.

## Weblink
- Hinweis auf das Buch von Sons mit Porträtfoto Grothes

## Nachweise
1. ↑  Festschrift 125 Jahre DPVKOM, Bonn, Juni 2015, S. 7–9. Online abgerufen am 26. Juni 2017.
2. ↑  Der Beamtenwohnungsverein war der Vorgänger der Wohnungsgenossenschaft Duisburg-Süd eG
3. ↑  Hans Homann im Duisburger Heimatkalender 1963, S. 97, zitiert nach Sons S. 189

| Personendaten    | Personendaten                                                           |
| ---------------- | ----------------------------------------------------------------------- |
| NAME             | Grothe, Hermann                                                         |
| KURZBESCHREIBUNG | deutscher Postbeamter und Entwickler des genossenschaftlichen Bauwesens |
| GEBURTSDATUM     | 25. November 1860                                                       |
| GEBURTSORT       | Halle an der Saale                                                      |
| STERBEDATUM      | 1. Dezember 1940                                                        |
| STERBEORT        | Erlangen                                                                |